# Route Adélie de Vitré 2019
La 24e édition de la Route Adélie de Vitré a lieu le 5 avril 2019. La course fait partie du calendrier UCI Europe Tour 2019 en catégorie 1.1. C'est également la quatrième épreuve de la Coupe de France de cyclisme sur route 2019.

## Présentation

### Équipes
Classée en catégorie 1.1 de l'UCI Europe Tour, Cholet-Pays de la Loire est par conséquent ouvert aux WorldTeams dans la limite de 50 % des équipes participantes, aux équipes continentales professionnelles, aux équipes continentales et aux équipes nationales.
Dix-neuf équipes participent à la course - deux WorldTeams, douze équipes continentales professionnelles et cinq équipes continentales :
| WorldTeams (2)- AG2R La Mondiale - Groupama-FDJ Équipes continentales professionnelles (12)- Androni Giocattoli-Sidermec - Caja Rural-Seguros RGA - Cofidis, Solutions Crédits - Delko-Marseille Provence - Direct Énergie - Israel Cycling Academy - Manzana Postobón - Arkéa-Samsic - Euskadi Basque Country-Murias - Rally UHC Cycling - Wallonie Bruxelles - Vital Concept-B&B Hotels Équipes continentales (5)- Saint Michel-Auber 93 - Team Vorarlberg-Santic - Natura4Ever-Roubaix Lille Métropole - Lotto-Kern-Haus - Swiss Racing Academy |
| |

## Classements

### Classement final
| \| Classement général \| Classement général \| Classement général \| Classement général \| Classement général \| \| Coureur \| Coureur \| Pays \| Équipe \| Temps \| \| ------------------ \| -------------------- \| ------------------ \| ----------------------------------- \| ------------------ \| \| 1er \| Marc Sarreau \| France \| Groupama-FDJ \| 4 h 52 min 43 s \| \| 2e \| Bram Welten \| Pays-Bas \| Arkéa-Samsic \| + 0 s \| \| 3e \| Clément Venturini \| France \| AG2R La Mondiale \| + 0 s \| \| 4e \| Nelson Soto \| Colombie \| Caja Rural-Seguros RGA \| + 1 s \| \| 5e \| Eduard-Michael Grosu \| Roumanie \| Delko Marseille Provence \| + 1 s \| \| 6e \| Pierre Barbier \| France \| Natura4Ever-Roubaix Lille Métropole \| + 3 s \| \| 7e \| Lionel Taminiaux \| Belgique \| Wallonie Bruxelles \| + 3 s \| \| 8e \| Thomas Boudat \| France \| Direct Énergie \| + 3 s \| \| 9e \| Romain Feillu \| France \| Saint Michel-Auber 93 \| + 3 s \| \| 10e \| Julien Simon \| France \| Cofidis, Solutions Crédits \| + 3 s \| |                      |          |                                     |                 |
| |                      |          |                                     |                 |
| Source : ProCyclingStats |                      |          |                                     |                 |
| Classement général |                      |          |                                     |                 |
| Coureur | Coureur              | Pays     | Équipe                              | Temps           |
| 1er | Marc Sarreau         | France   | Groupama-FDJ                        | 4 h 52 min 43 s |
| 2e | Bram Welten          | Pays-Bas | Arkéa-Samsic                        | + 0 s           |
| 3e | Clément Venturini    | France   | AG2R La Mondiale                    | + 0 s           |
| 4e | Nelson Soto          | Colombie | Caja Rural-Seguros RGA              | + 1 s           |
| 5e | Eduard-Michael Grosu | Roumanie | Delko Marseille Provence            | + 1 s           |
| 6e | Pierre Barbier       | France   | Natura4Ever-Roubaix Lille Métropole | + 3 s           |
| 7e | Lionel Taminiaux     | Belgique | Wallonie Bruxelles                  | + 3 s           |
| 8e | Thomas Boudat        | France   | Direct Énergie                      | + 3 s           |
| 9e | Romain Feillu        | France   | Saint Michel-Auber 93               | + 3 s           |
| 10e | Julien Simon         | France   | Cofidis, Solutions Crédits          | + 3 s           |

### Classements UCI
La course attribue aux coureurs le même nombre des points pour l'UCI Europe Tour 2019 et le Classement mondial UCI.
| Position           | 1er | 2e | 3e | 4e | 5e | 6e | 7e | 8e | 9e | 10e | 11e | 12e | 13e à 15e | 16e à 25e |
| Classement général | 125 | 85 | 70 | 60 | 50 | 40 | 35 | 30 | 25 | 20  | 15  | 10  | 5         | 3         |

## Liste des participants
- Liste de départ complète

| Légende | Légende                                                                    | Légende | Légende                                                    |
| ------- | -------------------------------------------------------------------------- | ------- | ---------------------------------------------------------- |
| Num     | Dossard de départ porté par le coureur sur cette Route Adélie de Vitré     | Pos     | Position à l'arrivée de la course                          |
|         | Indique un maillot de champion national ou mondial, suivi de sa spécialité | NP      | Indique un coureur qui n'a pas pris le départ de la course |
| AB      | Indique un coureur qui n'a pas terminé la course                           | HD      | Indique un coureur qui a terminé la course hors des délais |

| Vital Concept-B&B Hotels VCB          | Vital Concept-B&B Hotels VCB | Vital Concept-B&B Hotels VCB |
| ------------------------------------- | ---------------------------- | ---------------------------- |
| Num                                   | Coureur                      | Pos                          |
| 1                                     | Justin Mottier (FRA)         | 96e                          |
| 2                                     | Arnaud Courteille (FRA)      | 64e                          |
| 3                                     | Corentin Ermenault (FRA)     | 91e                          |
| 4                                     | Marc Fournier (FRA)          | AB                           |
| 5                                     | Cyril Gautier (FRA)          | 42e                          |
| 6                                     | Lorrenzo Manzin (FRA)        | 40e                          |
| 7                                     | Kévin Réza (FRA)             | AB                           |
| Directeur sportif : Yvonnick Bolgiani |                              |                              |

| AG2R La Mondiale ALM             | AG2R La Mondiale ALM    | AG2R La Mondiale ALM |
| -------------------------------- | ----------------------- | -------------------- |
| Num                              | Coureur                 | Pos                  |
| 11                               | François Bidard (FRA)   | 99e                  |
| 12                               | Geoffrey Bouchard (FRA) | 75e                  |
| 13                               | Benoît Cosnefroy (FRA)  | AB                   |
| 14                               | Samuel Dumoulin (FRA)   | AB                   |
| 15                               | Quentin Jauregui (FRA)  | 13e                  |
| 16                               | Nans Peters (FRA)       | 26e                  |
| 17                               | Clément Venturini (FRA) | 3e                   |
| Directeur sportif : Cyril Dessel |                         |                      |

| Androni Giocattoli-Sidermec ANS     | Androni Giocattoli-Sidermec ANS | Androni Giocattoli-Sidermec ANS |
| ----------------------------------- | ------------------------------- | ------------------------------- |
| Num                                 | Coureur                         | Pos                             |
| 21                                  | Matteo Busato (ITA)             | 34e                             |
| 22                                  | Julián Cardona (COL)            | AB                              |
| 23                                  | Leonardo Fedrigo (ITA)          | 103e                            |
| 24                                  | Mattia Frapporti (ITA)          | 14e                             |
| 25                                  | Matteo Spreafico (ITA)          | 87e                             |
| 26                                  | Andrea Vendrame (ITA)           | 71e                             |
| 27                                  | Mattia Viel (ITA)               | 104e                            |
| Directeur sportif : Giovanni Ellena |                                 |                                 |

| Groupama-FDJ GFC                    | Groupama-FDJ GFC        | Groupama-FDJ GFC |
| ----------------------------------- | ----------------------- | ---------------- |
| Num                                 | Coureur                 | Pos              |
| 31                                  | Mickaël Delage (FRA)    | 27e              |
| 32                                  | Daniel Hoelgaard (NOR)  | 58e              |
| 33                                  | Kevin Geniets (LUX)     | AB               |
| 34                                  | Benoît Vaugrenard (FRA) | AB               |
| 35                                  | Valentin Madouas (FRA)  | 56e              |
| 36                                  | Benjamin Thomas (FRA)   | 57e              |
| 37                                  | Marc Sarreau (FRA)      | 1er              |
| Directeur sportif : Thierry Bricaud |                         |                  |

| Manzana Postobón MZN                      | Manzana Postobón MZN     | Manzana Postobón MZN |
| ----------------------------------------- | ------------------------ | -------------------- |
| Num                                       | Coureur                  | Pos                  |
| 41                                        | Carlos Chía (COL)        | 20e                  |
| 42                                        | Bryan Gómez (COL)        | 67e                  |
| 43                                        | Omar Mendoza (COL)       | 83e                  |
| 44                                        | Diego Ochoa (COL)        | 30e                  |
| 45                                        | Juan Felipe Osorio (COL) | 88e                  |
| 46                                        | Jordan Parra (COL)       | 49e                  |
| 47                                        | Jhonatan Restrepo (COL)  | AB                   |
| Directeur sportif : Óscar de Jesús Vargas |                          |                      |

| Total Direct Énergie TDE         | Total Direct Énergie TDE | Total Direct Énergie TDE |
| -------------------------------- | ------------------------ | ------------------------ |
| Num                              | Coureur                  | Pos                      |
| 51                               | Thomas Boudat (FRA)      | 8e                       |
| 52                               | Jérôme Cousin (FRA)      | 78e                      |
| 53                               | Yohann Gène (FRA)        | 61e                      |
| 54                               | Axel Journiaux (FRA)     | 81e                      |
| 55                               | Paul Ourselin (FRA)      | 33e                      |
| 56                               | Simon Sellier (FRA)      | 62e                      |
| 57                               | Angélo Tulik (FRA)       | 48e                      |
| Directeur sportif : Thibaut Macé |                          |                          |

| Israel Cycling Academy ICA       | Israel Cycling Academy ICA  | Israel Cycling Academy ICA |
| -------------------------------- | --------------------------- | -------------------------- |
| Num                              | Coureur                     | Pos                        |
| 61                               | Rudy Barbier (FRA)          | AB                         |
| 62                               | Matthias Brändle (AUT)      | 25e                        |
| 63                               | Clément Carisey (FRA)       | 45e                        |
| 64                               | Alexander Cataford (CAN)    | 17e                        |
| 65                               | Sondre Holst Enger (NOR)    | AB                         |
| 66                               | Roy Goldstein (ISR) (Route) | 74e                        |
| 67                               |                             |                            |
| Directeur sportif : Lionel Marie |                             |                            |

| Cofidis COF                          | Cofidis COF               | Cofidis COF |
| ------------------------------------ | ------------------------- | ----------- |
| Num                                  | Coureur                   | Pos         |
| 71                                   | Hugo Hofstetter (FRA)     | 66e         |
| 72                                   | Victor Lafay (FRA)        | 50e         |
| 73                                   | Mathias Le Turnier (FRA)  | 51e         |
| 74                                   | Pierre-Luc Périchon (FRA) | 102e        |
| 75                                   | Julien Simon (FRA)        | 10e         |
| 76                                   | Geoffrey Soupe (FRA)      | 37e         |
| 77                                   |                           |             |
| Directeur sportif : Jean-Luc Jonrond |                           |             |

| Caja Rural-Seguros RGA CJR                | Caja Rural-Seguros RGA CJR | Caja Rural-Seguros RGA CJR |
| ----------------------------------------- | -------------------------- | -------------------------- |
| Num                                       | Coureur                    | Pos                        |
| 81                                        | Alan Banaszek (POL)        | 63e                        |
| 82                                        | Xavier Cañellas (ESP)      | AB                         |
| 83                                        | Matteo Malucelli (ITA)     | 19e                        |
| 84                                        | Mauricio Moreira (URU)     | AB                         |
| 85                                        | Sebastián Mora (ESP)       | 47e                        |
| 86                                        | Nelson Soto (COL)          | 4e                         |
| 87                                        |                            |                            |
| Directeur sportif : José Miguel Fernández |                            |                            |

| Arkéa-Samsic PCB              | Arkéa-Samsic PCB       | Arkéa-Samsic PCB |
| ----------------------------- | ---------------------- | ---------------- |
| Num                           | Coureur                | Pos              |
| 91                            | Franck Bonnamour (FRA) | 73e              |
| 92                            | Maxime Daniel (FRA)    | AB               |
| 93                            | Élie Gesbert (FRA)     | 54e              |
| 94                            | Romain Hardy (FRA)     | 12e              |
| 95                            | Laurent Pichon (FRA)   | 53e              |
| 96                            | Alan Riou (FRA)        | AB               |
| 97                            | Bram Welten (NED)      | 2e               |
| Directeur sportif : Yvon Caër |                        |                  |

| Euskadi Basque Country-Murias EUS          | Euskadi Basque Country-Murias EUS | Euskadi Basque Country-Murias EUS |
| ------------------------------------------ | --------------------------------- | --------------------------------- |
| Num                                        | Coureur                           | Pos                               |
| 101                                        | Mikel Aristi (ESP)                | AB                                |
| 102                                        | Ander Barrenetxea (ESP)           | 100e                              |
| 103                                        | Cyril Barthe (FRA)                | 15e                               |
| 104                                        | Beñat Intxausti (ESP)             | AB                                |
| 105                                        | Juan Antonio López-Cózar (ESP)    | 93e                               |
| 106                                        | Gotzon Udondo (ESP)               | AB                                |
| 107                                        | José Daniel Viejo (ESP)           | 98e                               |
| Directeur sportif : David Echavarri Miñano |                                   |                                   |

| Delko Marseille Provence DMP      | Delko Marseille Provence DMP       | Delko Marseille Provence DMP |
| --------------------------------- | ---------------------------------- | ---------------------------- |
| Num                               | Coureur                            | Pos                          |
| 111                               | Joseph Areruya (RWA)               | 92e                          |
| 112                               | Julien El Fares (FRA)              | 23e                          |
| 113                               | Eduard-Michael Grosu (ROU) (Route) | 5e                           |
| 114                               | Alexis Guérin (FRA)                | 68e                          |
| 115                               | Przemysław Kasperkiewicz (POL)     | 28e                          |
| 116                               | Jérémy Leveau (FRA)                | 69e                          |
| 117                               | Fabien Schmidt (FRA)               | 52e                          |
| Directeur sportif : Hristo Zaykov |                                    |                              |

| Wallonie Bruxelles WVA             | Wallonie Bruxelles WVA    | Wallonie Bruxelles WVA |
| ---------------------------------- | ------------------------- | ---------------------- |
| Num                                | Coureur                   | Pos                    |
| 121                                | Franklin Six (BEL)        | 101e                   |
| 122                                | Kenny Molly (BEL)         | 86e                    |
| 123                                | Aksel Nõmmela (EST)       | 38e                    |
| 124                                | Baptiste Planckaert (BEL) | 72e                    |
| 125                                | Ludovic Robeet (BEL)      | 46e                    |
| 126                                | Lionel Taminiaux (BEL)    | 7e                     |
| 127                                | Tom Wirtgen (LUX)         | 70e                    |
| Directeur sportif : Olivier Kaisen |                           |                        |

| Saint Michel-Auber 93 AUB          | Saint Michel-Auber 93 AUB | Saint Michel-Auber 93 AUB |
| ---------------------------------- | ------------------------- | ------------------------- |
| Num                                | Coureur                   | Pos                       |
| 131                                | Nicolas Baldo (FRA)       | 89e                       |
| 132                                | Romain Feillu (FRA)       | 9e                        |
| 133                                | Tony Hurel (FRA)          | 65e                       |
| 134                                | Alo Jakin (EST)           | 60e                       |
| 135                                | Kévin Le Cunff (FRA)      | 41e                       |
| 136                                | Anthony Maldonado (FRA)   | 24e                       |
| 137                                | Morne van Niekerk (RSA)   | 79e                       |
| Directeur sportif : Stéphan Gaudry |                           |                           |

| Vorarlberg-Santic VBG             | Vorarlberg-Santic VBG   | Vorarlberg-Santic VBG |
| --------------------------------- | ----------------------- | --------------------- |
| Num                               | Coureur                 | Pos                   |
| 141                               | Gordian Banzer (SUI)    | 43e                   |
| 142                               | José Manuel Díaz (ESP)  | 90e                   |
| 143                               | Davide Orrico (ITA)     | AB                    |
| 144                               | Patrick Schelling (SUI) | 22e                   |
| 145                               | Jannik Steimle (GER)    | AB                    |
| 146                               | Colin Stüssi (SUI)      | AB                    |
| 147                               | Roland Thalmann (SUI)   | 11e                   |
| Directeur sportif : Werner Salmen |                         |                       |

| Natura4Ever-Roubaix-Lille Métropole NRL | Natura4Ever-Roubaix-Lille Métropole NRL | Natura4Ever-Roubaix-Lille Métropole NRL |
| --------------------------------------- | --------------------------------------- | --------------------------------------- |
| Num                                     | Coureur                                 | Pos                                     |
| 151                                     | Julien Antomarchi (FRA)                 | 59e                                     |
| 152                                     | Pierre Barbier (FRA)                    | 6e                                      |
| 153                                     | Thibault Ferasse (FRA)                  | 55e                                     |
| 154                                     | Pierre Gouault (FRA)                    | 44e                                     |
| 155                                     | Pierre Idjouadiene (FRA)                | 35e                                     |
| 156                                     | Christophe Masson (FRA)                 | 84e                                     |
| 157                                     | Thomas Vaubourzeix (FRA)                | 97e                                     |
| Directeur sportif : Frédéric Delcambre  |                                         |                                         |

| Lotto-Kern-Haus LKH                | Lotto-Kern-Haus LKH     | Lotto-Kern-Haus LKH |
| ---------------------------------- | ----------------------- | ------------------- |
| Num                                | Coureur                 | Pos                 |
| 161                                | Marc Dörrie (GER)       | 32e                 |
| 162                                | Robert Kessler (GER)    | 18e                 |
| 163                                | Frederik Rassmann (GER) | 80e                 |
| 164                                | Kim Heiduk (GER)        | 85e                 |
| 165                                | Jan Kuhn (GER)          | 82e                 |
| 166                                | Lukas Märkl (GER)       | AB                  |
| 167                                | Jonas Rutsch (GER)      | 36e                 |
| Directeur sportif : Christian Henn |                         |                     |

| Swiss Racing Academy SRA              | Swiss Racing Academy SRA | Swiss Racing Academy SRA |
| ------------------------------------- | ------------------------ | ------------------------ |
| Num                                   | Coureur                  | Pos                      |
| 171                                   | Gian Friesecke (SUI)     | 31e                      |
| 172                                   | Raphael Krähemann (SUI)  | AB                       |
| 173                                   | Fabian Paumann (SUI)     | 95e                      |
| 174                                   | Lukas Rüegg (SUI)        | 16e                      |
| 175                                   | Mauro Schmid (SUI)       | 29e                      |
| 176                                   | Cyrille Thièry (SUI)     | AB                       |
| 177                                   | Alex Vogel (SUI)         | AB                       |
| Directeur sportif : Marcello Albasini |                          |                          |

| Rally UHC RLY                                | Rally UHC RLY         | Rally UHC RLY |
| -------------------------------------------- | --------------------- | ------------- |
| Num                                          | Coureur               | Pos           |
| 181                                          | Ryan Anderson (CAN)   | 39e           |
| 182                                          | Robin Carpenter (USA) | 77e           |
| 183                                          | Pier-André Côté (CAN) | AB            |
| 184                                          | Matteo Dal-Cin (CAN)  | 76e           |
| 185                                          | Adam de Vos (CAN)     | 21e           |
| 186                                          | Nigel Ellsay (CAN)    | 94e           |
| 187                                          | Emerson Oronte (USA)  | AB            |
| Directeur sportif : Jonathan Patrick McCarty |                       |               |